# Microjaera morii
Microjaera morii is een pissebed uit de familie Janiridae. De wetenschappelijke naam van de soort is voor het eerst geldig gepubliceerd in 2005 door Shimomura.